# Państwo Kirgizów jenisejskich
Państwo Kirgizów jenisejskich (VI–XIII w.) – państwo, które istniało na terenie południowej Syberii. Znane również jako państwo Chakasów, czyli kaganat kirgiski. Pojawiło się w VI w. n.e. wraz z uwolnieniem ziem w dolinie rzeki Jenisej spod władzy kaganatu rounarów.

## Historia
Wczesne państwo Kirgizów jenisejskich po raz pierwszy pojawiło się na arenie międzynarodowej w VI w. naszej ery między rzekami Abakan i Jenisej w wyniku udanego powstania przeciwko kaganatowi rouranów. Państwo Tsigu wkrótce straciło niepodległość i w tym samym wieku znalazło się pod władzą tureckiego kaganatu, który również nie przetrwał długo. W VII w. państwo Kirgizów jenisejskich stało się wasalem najpierw teleskiego kaganatu, a później drugiego kaganatu tureckiego. W okresie od VII do VIII w. dawne Państwo Chakasów umacniało się i nie rezygnowało z prób uwolnienia się spod władzy ciągle pojawiających się i znikających na południu kaganatów. Wraz z upadkiem drugiego kaganatu tureckiego Chakasowie odzyskali niepodległość, ale później zostali pokonani w wojnie z Ujgurami, a wraz z pojawieniem się kaganatu ujgurskiego w VIII w. stali się jego wasalami.
Należy zauważyć, że władza koczowniczych imperiów nad państwem Kirgizów jenisejskich była nominalna. Nie było mowy o całym dołączeniu do państwa koczowniczego. Chakasowie wyznaczali własne cele polityki wewnętrznej i zewnętrznej: przeprowadzali własne reformy administracji państwowej, rozszerzali granice itp. W rzeczywistości państwo nad Jenisejem stało się satelitą, zmuszoną do uznania władzy kaganatów, które je podbili.
W VIII-IX w. dawne Państwo Chakasów przeprowadziło wiele reform w strefach kultury, rządów, organizacji armii, podziału administracyjnego itp. W 820 r. rozpoczęła się nowa wojna z Ujgurami, która zakończyła się zniszczeniem kaganatu ujgurów. Od początku X do końca XI w. nastąpił okres rozkwitu niepodległego Państwa Chakasów.
W okresie od X do XII w. państwo Kirgizów jenisiejskich prowadziło wojny z ostatkami Ujgurów, Kitanami, Najmanami itp., a procesowi rozdrobnienia feudalnego, który rozpoczął się w X w., towarzyszyły degradacja scentralizowanego dotąd aparatu administracyjnego i utrata siły militarnej. Ostatnia wojna z Najmanami w XII w. doprowadziła do ogromnej klęski państwa Kirgizów jenisejskich. Zostało ono skrajnie osłabione militarnie, politycznie i ostatecznie pogrążyło się w wewnętrznych konfliktach.
Na przełomie XII i XIII w.w. Mongołowie przybyli do granic dawnego Państwa Chakasów, podbili Najmanów i starali się ustanowić kontrolę nad nowymi ziemiami. Początkowo elita polityczna zdecydowała dobrowolnie poddać się Mongołom, więc na początku XIII w. ziemie kraju nad rzeką Jenisej stały się częścią Imperium Mongołów. Później jednak, przez cały XIII w., Chakasowie nieustannie buntowali się, starając się przywrócić swoją niepodległość. W 1273 r. udało im się wypędzić mongolskich najeźdźców i odrodzić swoje państwo, które potem istniało do 1293 roku.
W 1271 r. władzę w Chinach przejęła mongolska dynastia Yuan. Do 1279 r. zjednoczyła ona pod swoją władzą całe Chiny. Cesarz Kubilaj chcąc opanować tereny dawnego Państwa Chakasów w 1293 r. wysłał armię dowodzoną przez Tatuhę. Ekspedycja wojskowa złamała opór Chakasów, całkowicie spacyfikowała zajmowane przez nich ziemie i zniszczyła państwowość nad Jenisejem.
Następnie, pod koniec XIV w. na terytorium Kotliny Chakasko-Minusińskiej pojawił się twór polityczny Hongoraj, który istniał do XVIII w. i został podbity przez Imperium Rosyjskie.

## Ludność państwa Chakasów
W drugiej połowie XX wieku rosyjski uczony L.R. Kyzlasow, na podstawie analizy śródniowiecznych źródeł chińskich i tureckich, przypuścił, że "Kirgizami" nazywano tylko arystokrację, podczas gdy ludność państwa nad Jenisejem nazywano "Chagias". Hipoteza ta została słusznie skrytykowana w środowisku naukowym, między innymi przez J.S. Chudiakowa, W.J. Butanajewa, T. Akerowa. Ustalono, że terminy "Kirgiz" i "Chakas" miały to samo znaczenie w średniowiecznych źródłach. Jednak później termin "Chakasi" w ramach badań nad historią państwa zaczął być używany nie w sensie etnosu, ale jako określenie wieloplemiennej populacji państwa Kirgizów jenisejskich jako jednej wspólnoty politycznej.
Od czasów starożytnych Kotlina Chakasko-Minusińska była regionem zamieszkałym zarówno przez przedstawicieli rasy europeidalnej, którzy przybyli tam z zachodu, jak i rasy mongoloidalnej, którzy przyszli z południa. Plemiona, które przenosiły się na nowe ziemie, mieszały się z lokalnymi plemionami i zmieniały swoje sposoby działalności gospodarczej. Kirgizi jenisejscy, którzy prawdopodobnie są przodkami współczesnych Kirgizów i Chakasów, byli etnosem państwotwórczym. Jednak oprócz nich w państwie Сhakasów żyło wiele innych plemion. 
Jednym z nich byli Kurykanie, którzy byli wiernymi wasalami Kirgizów jenisejskich od VIII do XIII wieku, aż do samego upadku państwa. Mieszkali w osadach, zajmowali się hodowlą bydła i rolnictwem. Kurykanie mieli również dobrze rozwinięte kowalstwo i górnictwo rud. Kolejnym etnosem byli Sogdyjczycy. Przybyli oni do dawnego Państwa Chakasów z południa. Byli oni głównymi głosicielami manicheizmu w regionie, a także zręcznymi architektami, którzy przenieśli bliskowschodnią kulturę budowlaną na południową Syberię.
Raszid ad-Din w swojej pracy "Dżame at-Tawarich" wymienia wiele plemion należących do „kraju Kirgiz”: Tajdżuit, Urasut, Telengut i Kusztemi, którzy zdaniem autora byli podobni do Mongołów, mieli obozy, stawiali jurty, ale żyli w lasach lub na równinach w pobliżu lasów. Oprócz nich wspomina autor „leśnych Uriankatów”, którzy należeli do innych Uriankatów. Ci ludzie żyli w lasach, zbierali jagody i korzenia, polowali na zwierzęta, mieszkali pod wiatami i w szałasach. W "Dżame at-Tawarich" są także wspomnieni plemiona Kori, Bargu, Tumat i Bajaut jako również sąsiadujące z Kirgizami jenisejskimi. Wszystkie te plemiona zjednoczyły się wokół Kirgizów jenisejskich podczas wojny o niepodległość dawnego państwa Chakasów, najpierw od Imperium Mongołów, a później od Chin, rządzonych przez dynastię Yuan. To właśnie od buntu plemienia Tumat rozpoczęło się powstanie w 1218 roku.
W Yuan szi wymienione zostały następujące ludy podporządkowane Kirgizom: Angarcy, Usy, Hanhena i lud zamieszkujący Tsianczżou. Źródło odnosi się do Angarców jako wspomnianych już Kurykanów. Plemie Hanhena, znani też jako Kapkanasi, zamieszkiwali gorzysto-tajgowy teren i żyli głównie zbieractwem i myślistwem. Ludzie mieszkający w Tsiańczżou byli reprezentowani przez kilka tysięcy rodzin pochodzenia mongolskiego, ujgurskiego i chińskiego, którzy żyli w miastach i wioskach, zajmowali się uprawą ziemi, rzemiosłem i handlem. Usy byli grupą etniczną, której zajęciem była hodowla bydła.
L.R. Kyzlasow na podstawie danych o liczebności armii Chakasów w IX-XI w.w. dokonał obliczeń, zgodnie z którymi populacja państwa Kirgizów jenisejskich w IX-XII w.w. wynosiła około 2 milionów ludzi.

## Miasta i inne osiedla
Rosyjski historyk J.S. Chudiakow postawił tezę, że w państwie Chakasów nie było miast i twierdz, a wszystkie ich osiedla były sezonowymi lub tymczasowymi schronieniami. W Hudud al-Alam charakter osadnictwa na Jeniseje był przedstawiony w następujący sposób: 
"I wszystkie te rodzaje "hyrhyzów" nie mają oczywiście ani wiosek, ani miast."
Pogląd, iż w państwie Kirgizów jenisejskich nie było ani dużych miast, ani mocnych twierdz, panował do XXI w. Jednak współcześnie nowe odkrycia archeologiczne oraz analiza śródniowiecznych źródeł sprawiły, że opinię uczonych na tem temat uległo zmianom. 
Po zwycięstwie nad Ujgurami w połowie IX wieku, kagan Kirgizów jenisejskich przeniósł swoją stawkę na południe od gór Sajańskich na terytorium współczesnej Mongolii. Niemniej jednak już w X wieku południowa granica państwa Chakasów nie wykraczała poza południową Syberię, a stolicą było miasto Kemidżket, które perski uczony Gardizi opisał jako najlepsze miejsce w kraju. Ruiny tego miasta znajdują się w dzisiejszej republice Chakasja. 
Nie później niż w XII wieku stolicą dawnego państwa Chakasów stało się miasto Ujbat, które istniało od połowy VIII do początku XIII wieku i prawdopodobnie zostało zniszczone przez wojska mongolskie. Było to duże centrum polityczne i gospodarcze państwa nad Jenisejem. Miasto nie posiadało murów obronnych. Na obszarze 3x3 km znajdowało się wiele ziemnych i drewnianych domów, gospodarstw, budynków administracyjnych i warsztatów. Ujbat był ważnym ośrodkiem religijnym, w mieście znajdowało się kilka monumentalnych świątyń manichejskich. Zbudowano również główny kanał irygacyjny, który prowadzono do miasta z sąsiedniej rzeki o tej samej nazwie co miasto – Ujbat dla potrzeb rolnictwa i zabezpieczenia mieszkańców wodą. W mieście żyli przedstawiciele różnych kultur i grup etnicznych, co znalazło odzwierciedlenie w pozostałościach kultury materialnej. Dziś ruiny tego miasta i jego obiektów znajdują się w środkowej delcie rzeki Ujbat. Podczas chakaskiej archeologicznej ekspedycji Uniwersytetu Moskiewskiego w latach 1971–1973, która odkryła miasto Ujbat, buło odkryto inne średniowieczne miasto państwa Kirgizów jenisejskich, które znajdowało się nad rzeką Biuria i zostało zbudowane wokół dużej świątyni manichejskiej. Niestety, obecnie na miejscu miasta znajduje się osiedle, co utrudnia pracę uczonym. Niemniej jednak badanie dwóch odkrytych przez ekspedycję ośrodków miejskich pozwoliło stwierdzić, że świątenie manichejskie odgrywały znaczną rolę w pojawieniu się miast w dawnym państwie Chakasów.
Dżame at-Tawarich zawiera następujące informacje o miastach na ziemiach kontrolowanych przez Kirgizów jenisejskich w XIII wieku:
"W tych regionach jest wiele miast i wiosek."
Wynika to z faktu, że Mongołowie, którzy byli zainteresowani rozwojem rolnictwa i metalurgii, aktywnie przesiedlali do Kotliny Chakasko-Minusińskiej rolników i rzemieślników z Chin i Mongolii, którzy budowali swoje wioski i miasta na nowych ziemiach. Raszid ad-Din wspomina również o najbardziej wysuniętym na północ mieście państwa Сhakasów, które nazywało się Kikas i znajdowało się u zbiegu rzeki Kam z Angarą.
Arabski geograf Muhammad ibn Muhammad al-Idrisi zidentyfikował cztery miasta Kirgizów jenisejskich położone w odległości 3 dni drogi od siebie. Dwa południowe miasta nosiły nazwę ludu i kraju Hirhiz, a północne miały indywidualne nazwy Haqan Hirhiz i D.r.nd Hirhiz (Darand-Hirhir). Zauważył on, że wszystkie cztery miasta są „duże, otoczone murami i potężnymi fortyfikacjami”. Dodatkowo na jednej z późniejszych map uczony zaznaczył je wieżyczkami z cegły lub kamienia, co może mówić o materiale urbanistycznym. Miasto Darand-Hirhir znajdowało się na południowej granice współczesnej Republiki Chakasja, w 30 kilometrach od twierdzy, załóga której obsługiłała duży mur blokujący najłatwiejszą drogę przez góry Sajańskie. Darand-Hirhir miał ogromne znaczenie militarne i gospodarcze, znajdował się tam dawny szlak handlowy łączący państwo Kirgizów jenisejskich z Tybetem i Chinami.